# Adolphe d'Assier
Adolphe d'Assier (La Bastide-de-Sérou, 9 mars 1827 - Aulus-les-Bains, 17 février 1889) est un explorateur et écrivain français.

## Biographie
Professeur de mathématiques, il décide de partir explorer le Brésil en 1858. Il va ainsi pendant deux années parcourir le pays et en tire en 1867 son ouvrage Le Brésil contemporain.
Membre de l'Académie des sciences, belles-lettres et arts de Bordeaux, directeur de la Revue d'Aquitaine, il se retire en Ariège en 1870 où il dirige le journal La Patrie en danger.

## Publications
- Grammaire abrégée de la langue française, 1864
- Le Brésil contemporain, 1867
- Physiologie du langage graphique, 1868
- Physiologie du langage phonétique, 1868
- Souvenirs des Pyrénées, 1873
- Un Parisien à Aulus, comédie-vaudeville en 3 actes, 1881
- Essai sur l'humanité posthume et le spiritisme par un positiviste, 1883
- Souvenirs des Pyrénées - Aulus-les-Bains et ses environs, 3e édition 1884
- Essai de philosophie naturelle, le ciel, la terre, l'homme, 1886